# Mucsányi Márk
Mucsányi Márk (Budapest, 2001. november 16. –) magyar labdarúgó, a Diósgyőri VTK játékosa, csatár.

## Pályafutása

### Újpest
Mucsányi 2020. július 9-én írta alá első profi szerződését az Újpest FC csapatával. Első mérkőzését a nagyok között a Mezőkövesd ellen játszotta 2021. január 30-án. 2021. május 3-án klubjával megnyerte a Magyar Kupa 2021-es kiírását. 2021. augusztus 5-én pályára lépett a Konferencia Liga selejtezőjében a Basel ellen, amikor a 35. percben Abdulaye Diabyt váltotta. 2022-ben kölcsönbe került a másodosztályú Szentlőrinchez. A 2023–2024-es szezonra a BVSC vette kölcsön a játékost. Első találatát a zuglóiaknál a Kazincbarcika ellen szerezte. A 2024–2025-ös idényben az Újpest egyik alapemberévé vált. Első élvonalbeli gólját 2024. szeptember 1-én szerezte a Kecskemét ellen. 2025. június 16-án távozott Újpestről.

### Diósgyőr
2025. június 23-án jelentették be, hogy leigazolta a Diósgyőr.

## Sikerei, díjai
Újpest
- Magyar kupagyőztes: 2020–21

## Család
Öccse, Mucsányi Miron az Újpest játékosa.